# Хасе-Кул
Хасе-Кул (перс. خاصه كول) — село в Ірані, у дегестані Дештвейл, у бахші Рахматабад-о-Блукат, шагрестані Рудбар остану Ґілян. За даними перепису 2006 року, його населення становило 283 особи, що проживали у складі 86 сімей.

## Клімат
Середня річна температура становить 14,76°C, середня максимальна – 28,74°C, а середня мінімальна – 0,22°C. Середня річна кількість опадів – 670 мм.
| Клімат поселення                              | Клімат поселення | Клімат поселення | Клімат поселення | Клімат поселення | Клімат поселення | Клімат поселення | Клімат поселення | Клімат поселення | Клімат поселення | Клімат поселення | Клімат поселення | Клімат поселення | Клімат поселення |
| Показник                                      | Січ.             | Лют.             | Бер.             | Квіт.            | Трав.            | Черв.            | Лип.             | Серп.            | Вер.             | Жовт.            | Лист.            | Груд.            |                  |
| Середній максимум, °C                         | 12,52            | 11,63            | 12,91            | 18,97            | 22,48            | 26,82            | 28,55            | 28,74            | 24,98            | 21,15            | 17,34            | 12,76            |                  |
| Середня температура, °C                       | 6,83             | 5,92             | 7,21             | 13,26            | 16,78            | 21,11            | 23,97            | 24,16            | 20,40            | 16,56            | 12,75            | 8,18             |                  |
| Середній мінімум, °C                          | 1,12             | 0,22             | 1,52             | 7,57             | 11,09            | 15,41            | 19,39            | 19,57            | 15,81            | 11,99            | 8,16             | 3,60             |                  |
| Норма опадів, мм                              | 65               | 56               | 73               | 58               | 34               | 19               | 18               | 28               | 52               | 81               | 84               | 102              |                  |
| Середньомісячна швидкість вітру, м/с          | 2.21             | 2.60             | 2.49             | 2.50             | 2.36             | 2.48             | 2.46             | 2.26             | 2.11             | 1.81             | 1.97             | 2.18             |                  |
| Середньомісячна сонячна радіація, кДж/м²·день | 7307             | 9610             | 11656            | 16055            | 20196            | 22532            | 22761            | 19618            | 16550            | 11702            | 9038             | 7061             |                  |
| --------------------------------------------- | ---------------- | ---------------- | ---------------- | ---------------- | ---------------- | ---------------- | ---------------- | ---------------- | ---------------- | ---------------- | ---------------- | ---------------- | ---------------- |
| Джерело:                                      |                  |                  |                  |                  |                  |                  |                  |                  |                  |                  |                  |                  |                  |